# Pietro Tradonico
Pietro Tradonico (Latin Petrus Tradonicus) var den traditionellt sett trettonde dogen av Venedig. Valet av Tradonico gjorde slut på familjen Participazios långa styre av Venedig (även om familjen Participazio återvände till makten efter Tradonicos död). Han var dock inte en skicklig diplomat eller administratör, utan var främst en krigare. 
Han gjorde ett försök att utnämna sin son Giovanni till doge tillsammans med honom i hopp om att han också skulle bli doge en dag, men försöket misslyckades då Giovanni dog före sin far. 
Största delen av hans tid vid makten utgjordes av strider. Saracener, slaver och narentinska pirater var alla fiender till det venetianska riket, och de flesta av Tradonicos fälttåg var misslyckade. Trots det regerade han förhållandevis länge, ända fram till 864. 